# Philoros affinis
Philoros affinis är en fjärilsart som beskrevs av Rothschild. Philoros affinis ingår i släktet Philoros och familjen björnspinnare. Inga underarter finns listade i Catalogue of Life.